# FIS Worldloppet Cup 2016
Sezon 2016 FIS Worldloppet Cup rozpoczął się 17 stycznia 2016 roku maratonem La Foulée Blanche we francuskim Autrans, a zakończył się 2 kwietnia tego samego roku w rosyjskim Chanty-Mansyjsku maratonem Ugra Ski Marathon. Sezon składał się z 7 startów (Pierwotnie miało być ich 9.). 2 biegi zostały odwołane z powodu małej ilości śniegu na trasach.
W poprzednim sezonie tego cyklu najlepszą wśród kobiet była Estonka Tatjana Mannima, a wśród mężczyzn był to Czech Petr Novák. W tym sezonie natomiast, wśród kobiet zwyciężyła Francuzka Aurélie Dabudyk, a u mężczyzn Szwajcar Toni Livers.

## Kalendarz i wyniki

### Mężczyźni
| Lp. | Data             | Miejsce - Nazwa biegu                     | Dystans             | 1. miejsce          | 2. miejsce             | 3. miejsce             |
| --- | ---------------- | ----------------------------------------- | ------------------- | ------------------- | ---------------------- | ---------------------- |
| 1.  | 17 stycznia 2016 | Autrans – La Foulée Blanche               | 42 km s. dowolnym   | Jean-Marc Gaillard  | Toni Livers            | Ivan Perrillat Boiteux |
| 2.  | 24 stycznia 2016 | Lienz – Dolomitenlauf                     | 42 km s. dowolnym   | Bastien Poirrier    | Ivan Perrillat Boiteux | Loic Guigonnet         |
| 3.  | 31 stycznia 2016 | Val di Fiemme – Marcialonga               | 70 km s. klasycznym | Tord Asle Gjerdalen | Petter Eliassen        | Stian Hølgård          |
| 4.  | 14 lutego 2016   | Lamoura-Mouthe – Transjurassienne         | 68 km s. dowolnym   | Odwołano            | Odwołano               | Odwołano               |
| 5.  | 20 lutego 2016   | Cable-Hayward – American Birkebeiner      | 51 km s. dowolnym   | David Norris        | Ivan Perrillat Boiteux | Benoît Chauvet         |
| 6.  | 21 lutego 2016   | Otepää-Elva – Tartu Maraton               | 63 km s. klasycznym | Odwołano            | Odwołano               | Odwołano               |
| 7.  | 5 marca 2016     | Szklarska Poręba-Jakuszyce – Bieg Piastów | 54 km s. klasycznym | Toni Livers         | Jiří Ročárek           | Benoît Chauvet         |
| 8.  | 13 marca 2016    | Maloja – Engadin Skimarathon              | 42 km s. dowolnym   | Roman Furger        | Toni Livers            | Jöri Kindschi          |
| 9.  | 2 kwietnia 2016  | Chanty-Mansyjsk – Ugra Ski Marathon       | 50 km s. dowolnym   | Toni Livers         | Jurij Szopin           | Bastien Poirrier       |

### Kobiety
| Lp. | Data             | Miejsce - Nazwa biegu                     | Dystans             | 1. miejsce               | 2. miejsce      | 3. miejsce                 |
| --- | ---------------- | ----------------------------------------- | ------------------- | ------------------------ | --------------- | -------------------------- |
| 1.  | 17 stycznia 2016 | Autrans – La Foulée Blanche               | 42 km s. dowolnym   | Aurélie Dabudyk          | Elisa Brocard   | Rahel Imoberdorf           |
| 2.  | 24 stycznia 2016 | Lienz – Dolomitenlauf                     | 42 km s. dowolnym   | Aurélie Dabudyk          | Elisa Brocard   | Antonella Confortola Wyatt |
| 3.  | 31 stycznia 2016 | Val di Fiemme – Marcialonga               | 70 km s. klasycznym | Britta Johansson Norgren | Kateřina Smutná | Seraina Boner              |
| 4.  | 14 lutego 2016   | Lamoura-Mouthe – Transjurassienne         | 68 km s. dowolnym   | Odwołano                 | Odwołano        | Odwołano                   |
| 5.  | 20 lutego 2016   | Cable-Hayward – American Birkebeiner      | 51 km s. dowolnym   | Caitlin Gregg            | Aurélie Dabudyk | Erika Flowers              |
| 5.  | 21 lutego 2016   | Otepää-Elva – Tartu Maraton               | 63 km s. klasycznym | Odwołano                 | Odwołano        | Odwołano                   |
| 6.  | 5 marca 2016     | Szklarska Poręba-Jakuszyce – Bieg Piastów | 54 km s. klasycznym | Adéla Boudíková          | Aurélie Dabudyk | Klára Moravcová            |
| 7.  | 13 marca 2016    | Maloja – Engadin Skimarathon              | 42 km s. dowolnym   | Anouk Faivre-Picon       | Seraina Boner   | Klára Moravcová            |
| 8.  | 2 kwietnia 2016  | Chanty-Mansijsk – Ugra Ski Marathon       | 50 km s. dowolnym   | Julija Tichonowa         | Olga Roczewa    | Elisa Brocard              |

## Klasyfikacje
| Lp.   | Zawodniczka                | Punkty |
| ----- | -------------------------- | ------ |
| 1.    | Aurélie Dabudyk            | 431    |
| 2.    | Elisa Brocard              | 370    |
| 3.    | Klára Moravcová            | 330    |
| 4.    | Rahel Imoberdorf           | 177    |
| 5.    | Antonella Confortola Wyatt | 158    |
| 6.    | Seraina Boner              | 140    |
| 7.    | Adéla Boudíková            | 124    |
| 8.    | Anouk Faivre Picon         | 100    |
| 8.    | Caitlin Gregg              | 100    |
| 8.    | Britta Johansson Norgren   | 100    |
| 8.    | Julija Tichonowa           | 100    |
| 12.   | Nicole Donzallaz           | 98     |
| 13.   | Olga Roczewa               | 80     |
| 13.   | Katerina Smutna            | 80     |
| 15.   | Roxane Lacroix             | 74     |
| . . . |                            |        |
| 20.   | Justyna Kowalczyk          | 40     |

| Lp.   | Zawodnik               | Punkty |
| ----- | ---------------------- | ------ |
| 1.    | Toni Livers            | 376    |
| 2.    | Bastien Poirrier       | 316    |
| 3.    | Candide Pralong        | 280    |
| 4.    | Ivan Perrillat Boiteux | 270    |
| 5.    | Benoît Chauvet         | 241    |
| 6.    | Adrien Mougel          | 188    |
| 6.    | Mathias Wibault        | 188    |
| 8.    | Loic Guigonnet         | 174    |
| 9.    | Sergio Bonaldi         | 110    |
| 10.   | Roman Furger           | 100    |
| 10.   | Jean-Marc Gaillard     | 100    |
| 10.   | Tord Asle Gjerdalen    | 100    |
| 10.   | David Norris           | 100    |
| 14.   | Alan Martinelli        | 82     |
| 15.   | Petter Eliassen        | 80     |
| 15.   | Jiří Ročárek           | 80     |
| 15.   | Jurij Szopin           | 80     |
| . . . |                        |        |
| 57.   | Daniel Iwanowski       | 18     |